# کتابخانه میراث تنوع زیستی
کتابخانه میراث تنوع زیستی (به انگلیسی: Biodiversity Heritage Library)،(خلاصه شده:BHL) کنسرسیومی از کتابخانه‌های تاریخ طبیعی و گیاه‌شناسی است که برای دیجیتالی کردن و در دسترس قرار دادن ادبیات میراث تنوع زیستی که در کتابخانه‌هایشان وجود دارد همکاری کرده و تلاش می‌کنند کتاب‌های مربوطه در دسترس آزاد و استفاده مسئولانه همگان قرار بگیرد.